# Cristalleries de Montbronn
Les cristalleries de Montbronn se situent dans la commune française de Montbronn, dans le département de la Moselle, en Lorraine.
La commune compte quatre cristalleries installées au centre du bourg : la Cristallerie de Montbronn, la Cristallerie Ferstler & Fischer, la Cristallerie des Vosges du Nord et la Cristallerie de Paris. Ces cristalleries vendent peu sur place mais exportent beaucoup à l’étranger.
La tradition verrière est très ancienne à Montbronn puisqu’il existait une verrerie, certes modeste, au XVIIIe siècle. Les petites verreries s’élevaient toujours dans les vallées à proximité du bois et à côté de petites maisons destinées à l’habitation. En 1767, le roi de France, Louis XVI, créé les Cristalleries Royales de Saint-Louis qui vont amputer la commune de ses forêts, ce qui provoque la colère des habitants de Montbronn. Elles se développent rapidement et beaucoup de Montbronnois y travaillent. Elles font suite à la création de nombreuses verreries, comme celles de Soucht, Meisenthal ou encore Goetzenbruck. Pour ces raisons, la région est aujourd'hui appelée Pays du Verre et du Cristal.

## Histoire

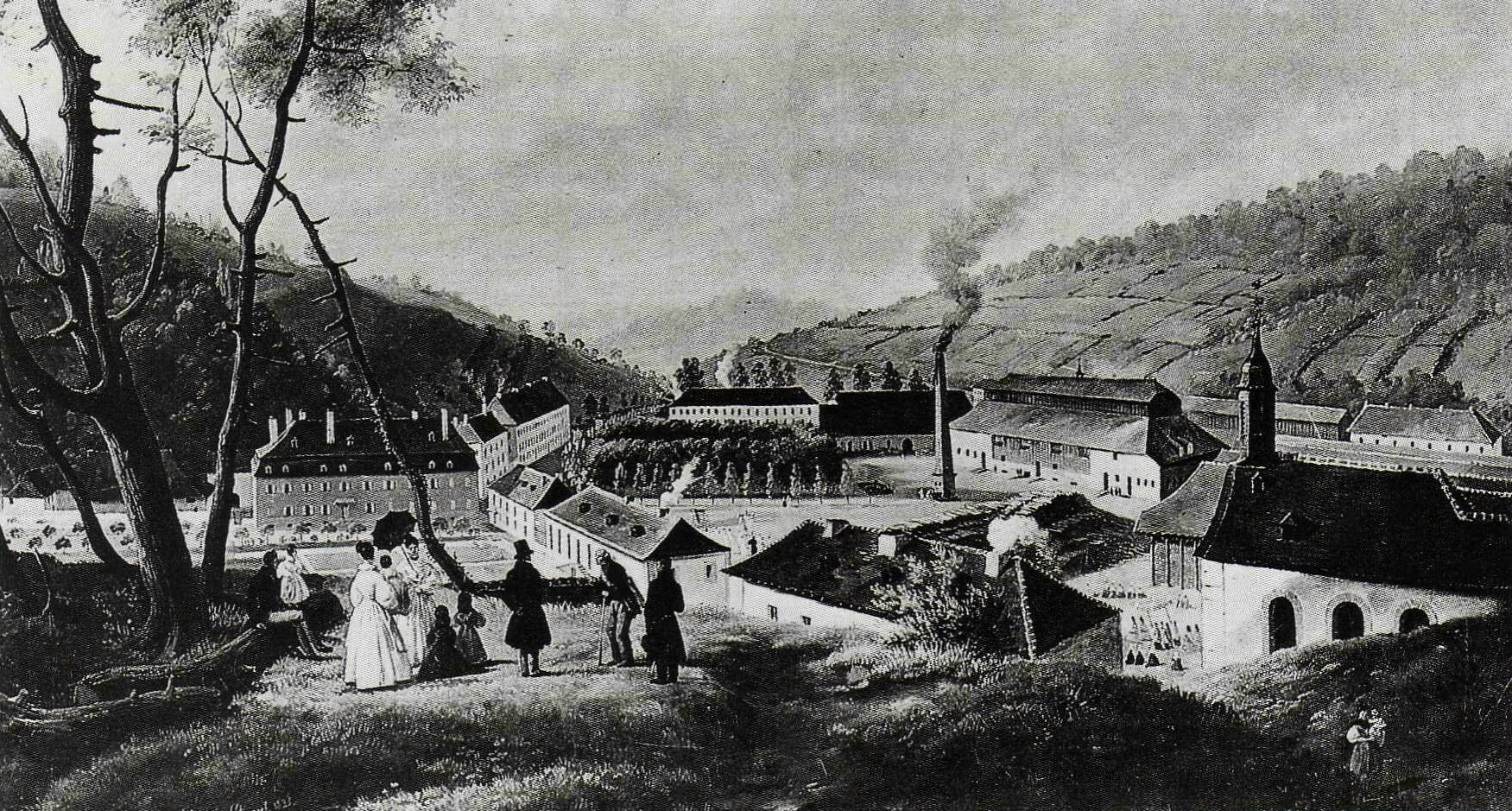
La cristallerie de Saint-Louis-lès-Bitche peinte par Édouard Pingret en 1836

Dans le domaine des industries, l'activité verrière occupe une place de choix puisqu'elle est la plus ancienne et la plus répandue. Les conditions naturelles sont particulièrement favorables à son implantation : présence de sable et de bois en abondance, mais aussi possibilité d'extraire la potasse des bruyères et des fougères. Les verreries ont toutes été fondées par des verriers allemands venus de Hesse, de Souabe et du Spessart, et elles sont itinérantes en raison de la raréfaction du bois de combustible au bout de quelques années. La guerre de Trente Ans leur porte un coup fatal et il faut attendre le début du XVIIIe siècle pour voir de nouvelles verreries, désormais sédentaires, s'implanter à Soucht (1629), Meisenthal (1702), Gœtzenbruck (1721) et Saint-Louis-lès-Bitche (1767), leurs productions restant toutefois les mêmes. De nos jours, on assiste peu à peu à une concentration des entreprises qui passent sous le contrôle de puissantes sociétés. Il subsiste cependant de nombreux artisans installés à domicile, qui continuent de travailler le verre et le cristal.
La « Cristallerie de Montbronn » est fondée en 1930 par Joseph Louis Ferstler. Dans les années 1960, elle emploie plus de 100 ouvriers. L'entreprise est reprise par les fils de Joseph, Alain et Gérard, en 1977. En 2008, alors qu'elle n'emploie plus que 12 salariés, la cristallerie est lauréate « Stars et Métiers » dans la catégorie « Dynamique commerciale »,.
Cette cristallerie, spécialisée dans le cristal doublé couleur, propose une palette de huit couleurs. Sur son site officiel, l'entreprise certifie « La Cristallerie de Montbronn perpétue ce métier d'art en l'adaptant aux contraintes et aux impératifs d'un marché destabilisé par des productions industrielles de moindre qualité. La seule opération automatisée à la Cristallerie de Montbronn est celle du polissage à l'acide, qui confère au cristal cet éclat et cette transparence incomparables ». 60 % à 70 % du chiffre d'affaires de la cristallerie provient de l'export, raison pour laquelle l'entreprise expose chaque année à la Foire Internationale de Francfort au mois de février et à Paris en mars et en septembre,,.

## Autres cristalleries de la commune

### Cristallerie Ferstler & Fischer (1953)
La « Cristallerie Ferstler & Fischer » est créée en 1953 par Joseph Ferstler. L'un des points de vente de cette cristallerie se trouve dans le village, à proximité de l'église. Comme ses concurrentes, l'entreprise propose divers services complémentaires, comme la fabrication de trophées sportifs, de cadeaux d'entreprise ou de listes de mariage.

### Cristallerie des Vosges du Nord (1965)
La « Cristallerie des Vosges du Nord », qui s'appelait originellement « Cristallerie Brunner », est créée en 1965 par Léon Brunner, fils de Michel Brunner, ancien tailleur sur cristal de la cristallerie de Saint-Louis. L'entreprise change de nom en 1991 lorsque Didier Brunner, fils de Léon, la reprend. Il opte pour le nom Vosges du Nord car la cristallerie est située au cœur du parc naturel régional des Vosges du Nord.

### Cristal de Paris (1970)
La cristallerie « Cristal de Paris » est fondée en 1970 par Marcel Ferstler. Cette cristallerie, spécialisée dans la taille, la décoration et le polissage d’objet en cristal, emploi aujourd’hui 18 personnes et exporte 70 % de son chiffre d'affaires dans plus de 50 pays. Depuis 2005, Guy et Gilles Ferstler, les fils du fondateur, ont repris l'entreprise familiale.
En juin 2014, l’entreprise se dote d’une ligne de polissage acide de dernière génération, lui permettant de continuer à garder son outil de production à l’avant-garde.

### Verrerie de Montbronn (1723)
Le 21 août 1723, une verrerie est établie dans la forêt du Nassenwald. Son exploitation n'est cependant maintenue que pendant 14 mois, après lesquels, un premier arrêt, puis un second, du 25 mai 1729, ordonnent qu'elle soit démolie.